# John Boorman

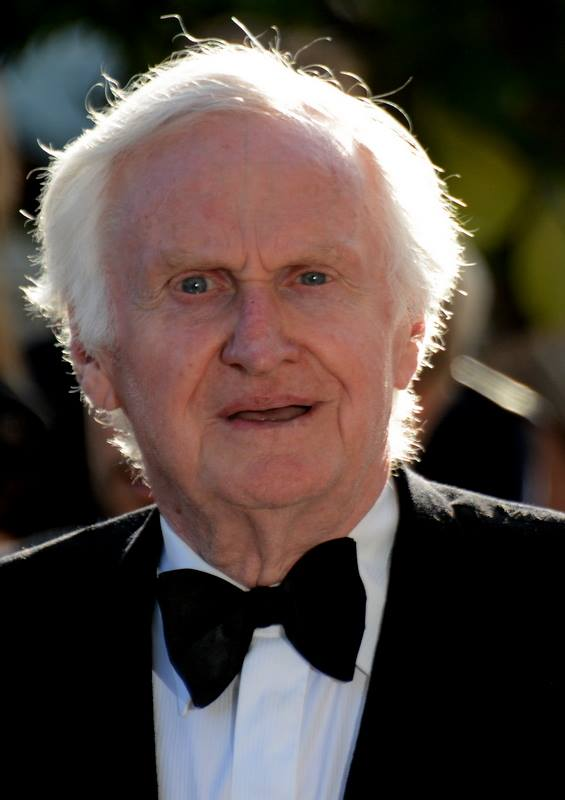
John Boorman auf den Internationalen Filmfestspielen von Cannes 2014

Sir John Boorman, CBE (* 18. Januar 1933 in Shepperton, Surrey, England) ist ein britischer Regisseur, Drehbuchautor und Filmproduzent. Der im Laufe seiner Karriere für fünf Oscars nominierte Boorman führte bei 22 Kinofilmen Regie, darunter Point Blank, Beim Sterben ist jeder der Erste, Excalibur und Hope and Glory.

## Leben

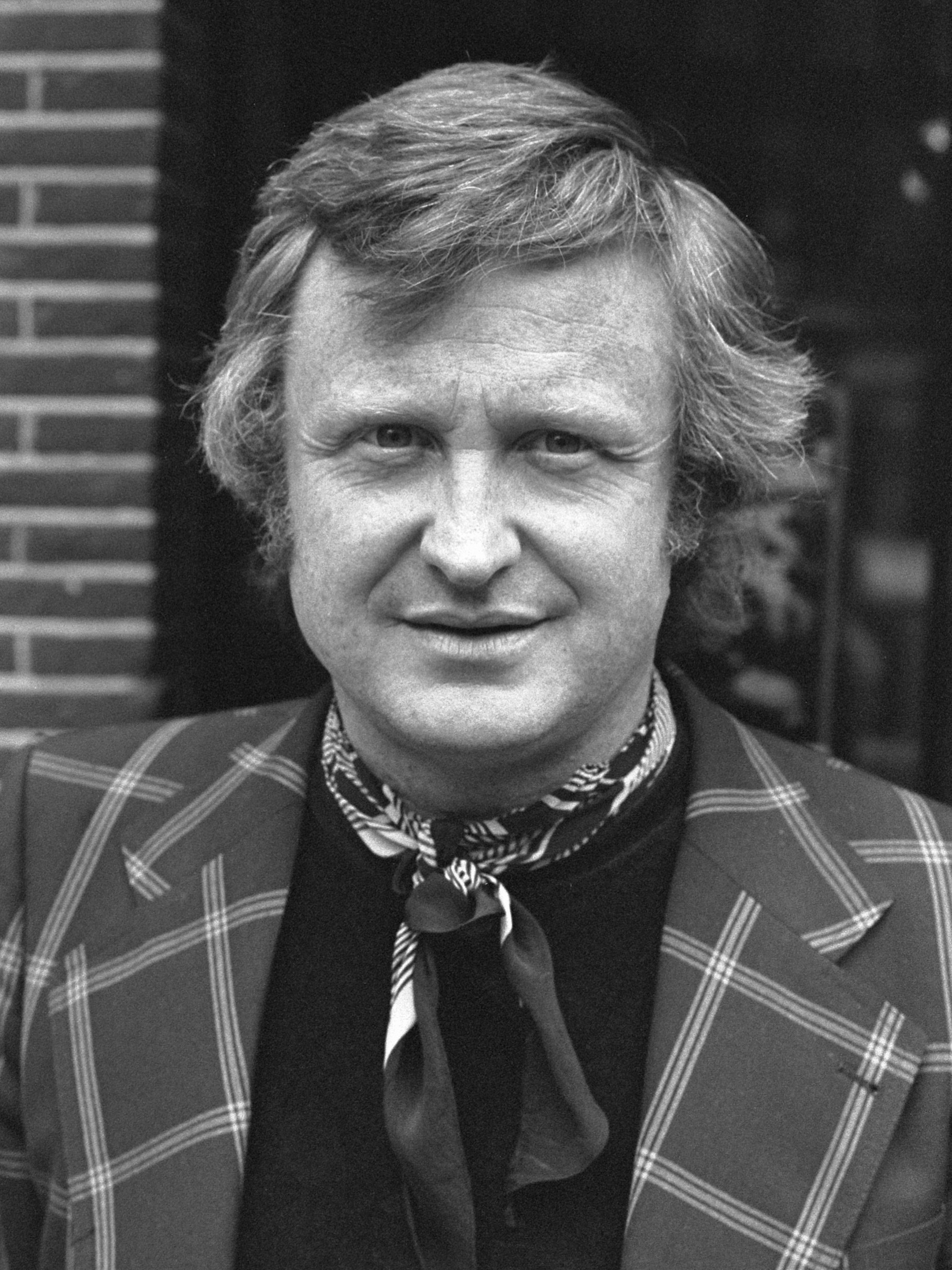
John Boorman (1974)

Nach dem Besuch einer katholischen Schule betätigte Boorman sich unter anderem als Inhaber einer Wäschetrocknerei und Autor für den Manchester Guardian. Im Jahr 1955 begann er als Filmeditor bei „Internet Television News“, führte Regie bei „Southern Television“ und arbeitete sich zum Leiter der Sparte Dokumentarfilm von BBC Bristol hoch.
Boormans erste Regiearbeit war die Komödie Fangt uns, wenn ihr könnt! aus dem Jahr 1965 mit Dave Clark von der Popgruppe The Dave Clark Five als Hauptdarsteller. Hollywood wurde auf ihn aufmerksam, und im Jahr 1967 konnte Boorman für die Produktionsfirma MGM den Thriller Point Blank mit Lee Marvin in der Hauptrolle drehen, der von Publikum und Kritik positiv aufgenommen wurde. Nach Erscheinen des Films erhielt Boorman ein Schreiben von Regisseur David Lean, in dem ihm dieser zu seinem Film gratulierte.
Im Jahr 1968 folgte ein weiterer Film für MGM, das Kriegsdrama Die Hölle sind wir, um zwei während des Zweiten Weltkrieges auf einer Pazifikinsel gestrandete feindliche Soldaten. Erneut arbeitete Boorman mit Lee Marvin und Drehbuchautor Alexander Jacobs, einem ehemaligen BBC-Kollegen, zusammen. Trotz des Erfolgs von Point Blank verfügte der Regisseur bei diesem Film über weniger künstlerische Freiheit und musste Änderungen seitens der Firmenleitung hinnehmen. Die Hölle sind wir entpuppte sich als der erste finanzielle Reinfall in Boormans Karriere.
Zurück in England drehte Boorman die Komödie Leo der Letzte (1969) mit Marcello Mastroianni. Bei den Internationalen Filmfestspielen von Cannes 1970 wurde er mit dem Regiepreis ausgezeichnet, doch kommerziell enttäuschte der Film.
Im Anschluss bereitete Boorman eine Verfilmung von J.R.R. Tolkiens Epos Der Herr der Ringe vor, die aber aufgrund finanzieller Schwierigkeiten des Produktionsstudios United Artists, das auch Leo der Letzte produziert hatte, nicht realisiert wurde. Immerhin konnte er die während der Vorbereitungen gemachten Erfahrungen später einsetzen: „Alles was ich lernte, die technischen Probleme, die ich bei der Planung zu Herr der Ringe bewältigen musste, habe ich bei Excalibur angewandt. Das war meine Entschädigung.“
John Calley von Warner Brothers bot Boorman das nächste Projekt an, eine Verfilmung des Romans Deliverance (= Flußfahrt) von James Dickey. Boorman erklärte sich bereit, als Regisseur und Produzent zu fungieren. Der Abenteuerfilm Beim Sterben ist jeder der Erste um eine von Burt Reynolds geführte Gruppe von Kanufahrern, die mit Hinterwäldlern in Konflikt kommen, wurde zu einem großen Erfolg. Trotz mehrfacher Nominierungen unter anderem für den Oscar und den British Academy Film Award ging der Film bei den Preisverleihungen aber leer aus.
Calley versuchte Boorman für die Verfilmung von William Peter Blattys Roman Der Exorzist zu gewinnen, doch der Regisseur gab seinem Wunschprojekt Zardoz den Vorzug. Der Fantasyfilm Zardoz mit Sean Connery wurde 1973 mit dem vergleichsweise geringen Budget von 1 Million US-Dollar in Irland gedreht. Wie später Excalibur profitierte auch Zardoz von Boormans technischen Erfahrungen aus dem gescheiterten Herr-der-Ringe-Projekt. Die Dystopie über eine sterile zukünftige Gesellschaftsform scheiterte an der Kinokasse und war bei der Kritik umstritten.
Nach dem Erfolg von Der Exorzist, William Friedkins Verfilmung von Blattys Roman, gab Warner Brothers eine Fortsetzung in Auftrag. Diesmal akzeptierte Boorman das Angebot, Regie zu führen, aber weder das mehrfach umgeschriebene Drehbuch noch die Besetzung (statt Richard Burton hatte Boorman Jon Voight für die Hauptrolle gewinnen wollen) entsprach seinen Wünschen. Exorzist II – Der Ketzer fiel bei Publikum und Kritik durch.
Mit dem Fantasyfilm Excalibur konnte Boorman wieder einen künstlerischen und kommerziellen Erfolg landen. So erhielt er bei den Filmfestspielen von Cannes 1981 den Preis für den „Besten künstlerischen Beitrag“. Bei den Oscars und den British Academy Film Awards teilte Excalibur allerdings das Schicksal von Beim Sterben ist jeder der Erste – er wurde nominiert, konnte aber keinen Preis gewinnen.
Der Smaragdwald (1985) basierte auf einem Tatsachenbericht: 1972 wurde im brasilianischen Urwald der Sohn eines peruanischen Ingenieurs entführt und Jahre später von seinem Vater als vollwertiges Mitglied eines Amazonas-Stammes wiedergefunden. Boorman machte aus dem Stoff eine Abenteuergeschichte um den Konflikt zwischen der Zivilisation und unberührter Natur. Die Hauptrolle übernahm sein Sohn Charley Boorman. Auch seine Kinder Katrine, Charleys Zwillingsschwester Daisy sowie Telsche Boorman (letztere lebt nicht mehr) übernahmen regelmäßig kleinere Rollen in seinen Filmen.
Sein nächster Film, Hope and Glory (1987), trug autobiografische Züge. Erzählt wird die Geschichte eines neunjährigen Londoner Jungen, der im Bombenhagel des Zweiten Weltkrieges aufwächst und dem Schrecken des Krieges mit Abenteuerlust und Humor begegnet. Trotz zahlreicher Nominierungen ging Boorman wieder einmal leer aus.
Nach der Komödie Die Zeit der bunten Vögel wandte sich Boorman mit I Dreamt I Woke Up und seinem Beitrag zu Lumière et Compagnie dem Genre des Filmessays zu. 1995 kehrte er mit Rangoon zum Spielfilm zurück.
Im Jahr 1998 gewann Boorman mit der Filmbiografie Der General, der authentischen Geschichte des irischen Gangsters Martin Cahill, den Preis für die beste Regie bei den Internationalen Filmfestspielen von Cannes 1998.
Es folgten die John-le-Carré-Verfilmung Der Schneider von Panama mit Pierce Brosnan und das Apartheid-Drama In My Country. Letzterer feierte auf der Berlinale 2004 Premiere, auf der Boorman auch als Pate des Berlinale Talent Campus fungierte.
Sein nächster Film hatte das irische Wirtschaftswunder zum Thema: The Tiger’s Tail (2006) hatte aber keinen deutschen Kinostart, ebenso wenig wie seine 2014 veröffentlichte Fortsetzung von Hope And Glory mit dem Titel Queen And Country.

### Biographisches
Seit 1969 lebt Boorman in einem umgestalteten Pfarrhaus in Annamoe (County Wicklow) in Irland, das er zusammen mit örtlich ansässigen Künstlern und Botanikern zu einem „naturnahem Garten“ gestaltet hat. 2003 veröffentlichte er eine Autobiografie mit dem Titel Adventures of a Suburban Boy (deutsch Abenteuer eines Vorstadtjungen). 2018 setzte er diese Autobiographie unter dem Titel Conclusions fort.
Im Rahmen der Neujahresehrung 2022 wurde Boorman von Königin Elisabeth II. zum Commander of the British Empire ernannt und damit in den persönlichen Adelsstand erhoben, womit ihm im Commonwealth of Nations nun die Anrede Sir zusteht.

## Filmografie (Auswahl)
- 1965: Fangt uns, wenn ihr könnt! (Catch Us If You Can)
- 1967: Point Blank
- 1968: Die Hölle sind wir (Hell in the Pacific)
- 1970: Leo der Letzte (Leo the Last)
- 1972: Beim Sterben ist jeder der Erste (Deliverance)
- 1974: Zardoz
- 1977: Exorzist II – Der Ketzer (Exorcist II: The Heretic)
- 1981: Excalibur
- 1985: Der Smaragdwald (The Emerald Forest)
- 1987: Hope and Glory
- 1990: Die Zeit der bunten Vögel (Where the Heart Is)
- 1995: Rangoon (Beyond Rangoon)
- 1998: Der General (The General)
- 2001: Der Schneider von Panama (The Tailor of Panama)
- 2004: In My Country
- 2006: The Tiger’s Tail
- 2014: Queen and Country